# Црна Удовица (Наташа Романова)
Наталија Алијановна „Наташа” Романова (рус. Наталья Альяновна "Наташа" Романова) или Црна Удовица (рус. Чёрная Вдова, енгл. Black Widow) је измишљена суперхеројина који се појављује у америчким стриповима издавача Марвел комикс. Лик су створили Дон Рико, Дон Хек и Стен Ли, а први пут се појавила у стрипу Tales of Suspense #52 у априлу 1964. године. Лик је представљен као руски шпијун, антагонист суперхероја Ајронмена. Касније је постала агент Ш. И. Л. Д.-а и члан суперхеројског тима Осветници.
Црну удовицу у Марвеловом филмском универзуму глуми Скарлет Џохансон, и то у филмовима Ајронмен 2 (2010), Осветници (2012), Капетан Америка: Зимски војник (2014), Осветници: Ера Алтрона (2015), Капетан Америка: Грађански рат (2016), Тор: Рагнарок (2017), Осветници: Рат бескраја (2018), Капетан Марвел (2019), Осветници: Крај игре (2019) и Црна Удовица (2021).